# Karolina monacói hercegnő
Grimaldi Karolina Lujza Margit monacói hercegnő (franciául: Caroline Louise Marguerite Grimaldi, princesse de Monaco, németül: Caroline Prinzessin von Hannover; Monaco, (1957. január 23. –) monacói hercegnő.[forrás?]